# تسگوئوف (شهرستان مینسک)
تسگوئوف (لهستانی:  Cegłów؛ ‏[ˈt͡sɛɡwuf]) یک روستا در لهستان است که در گمینا تسگوئوف واقع شده‌است. تسگوئوف ۲٬۱۰۹ نفر جمعیت دارد.